# Bryce Campbell
Pour les articles homonymes, voir Campbell.
Pas d'image ? Cliquez ici

a Compétitions nationales et continentales officielles uniquement.

b Matchs officiels uniquement.
Dernière mise à jour le 30 avril  2021.
Bryce Campbell, né le 21 septembre 1994 à Indianapolis, est un joueur américain de rugby à XV jouant au Chicago Hounds depuis 2023.

## Biographie
Bryce Campbell est formé au Cathedral High School (en), où il joue avec l'équipe du lycée, les Royal Irish. En 2013, il intègre l'Université de l'Indiana, et représente les Hoosiers. Il brille sous les couleurs de l'équipe, dont il devient capitaine. En 2016, il devient Collegiate All-American lors d'une tournée en Australie. Ses prestations universitaires sont remarquées, à tel point qu'il devient international américain en fin d'année 2016,. En 2017, il remporte le Rudy Scholz Award du meilleur joueur universitaire de la saison 2016-2017.
À la suite de son cursus universitaire, où il est diplômé en management et marketing, il intègre les Glendale Merlins (en). Puis en 2018, il rejoint les Raptors de Glendale, en Major League Rugby.
Devenu international régulièrement, il tente sa chance en Europe au terme de la saison. Il rejoint les London Irish, récemment relégué en Championship pour la saison 2018-2019. Avec son club, il obtient la promotion en Premiership, mais une fois dans l'élite, voit son temps de jeu diminuer.
En 2019, il est membre de l'équipe américaine qui dispute la coupe du monde. Il joue les quatre rencontres disputées par les États-Unis, dont trois en tant que titulaire, et inscrit un essai face à l'Angleterre.
En 2021, il rentre aux États-Unis et s'engage avec les Gilgronis d'Austin.

## Statistiques

### En sélection à XV
| Année | Compétition                       | Matchs | Points | Essais | Transf. | Drops | Pénal. |
| ----- | --------------------------------- | ------ | ------ | ------ | ------- | ----- | ------ |
| 2016  | Test                              | 1      | -      | -      | -       | -     | -      |
| 2017  | ARC                               | 4      | 10     | 2      | -       | -     | -      |
| 2017  | Test                              | 4      | 5      | 1      | -       | -     | -      |
| 2017  | Qualification à la coupe du monde | 2      | -      | -      | -       | -     | -      |
| 2018  | ARC                               | 4      | 10     | 2      | -       | -     | -      |
| 2018  | Test                              | 6      | 10     | 2      | -       | -     | -      |
| 2019  | ARC                               | 4      | -      | -      | -       | -     | -      |
| 2019  | Coupe des nations du Pacifique    | 2      | -      | -      | -       | -     | -      |
| 2019  | Test                              | 1      | -      | -      | -       | -     | -      |
| 2019  | Coupe du monde                    | 4      | 5      | 1      | -       | -     | -      |
| Total | Total                             | 32     | 40     | 8      | -       | -     | -      |

| Essai | Adversaire | Lieu                                              | Compétition    | Date              | Résultat | Score |
| ----- | ---------- | ------------------------------------------------- | -------------- | ----------------- | -------- | ----- |
| 1     | Uruguay    | Toyota Field, San Antonio                         | ARC            | 4 février 2017    | Victoire | 29-23 |
| 1     | Brésil     | Dell Diamond, Round Rock                          | ARC            | 11 février 2017   | Victoire | 51-3  |
| 1     | Géorgie    | Stade Mikheil-Meskhi, Tbilissi                    | Test           | 25 novembre 2017  | Défaite  | 21-20 |
| 1     | Chili      | Titan Stadium (en), Fullerton                     | ARC            | 17 février 2018   | Victoire | 45-13 |
| 1     | Brésil     | Estádio Martins Pereira (en), São José dos Campos | ARC            | 24 février 2018   | Victoire | 16-45 |
| 2     | Roumanie   | Stadionul Steaua (en), Bucarest                   | Test           | 17 novembre 2018  | Victoire | 5-31  |
| 1     | Angleterre | Stade du parc Misaki, Kobe                        | Coupe du monde | 26 septembre 2019 | Défaite  | 45-7  |